# Непрофесіонали
«Непрофесіонали» — радянський художній фільм 1985 року, знятий режисером Сергієм Бодровим на кіностудії «Казахфільм».

## Сюжет
Молодіжний самодіяльний ансамбль їздить із шефськими концертами областю. З одним із таких концертів хлопці приїжджають до будинку для літніх людей. Зворушливий прийом, наданий артистам, дотик до далекого від них світу самотніх, старих людей, покинутих дітьми, змусили учасників ансамблю вперше усвідомити відповідальність перед цими людьми та свою причетність до них.

## У ролях
- Валентина Тализіна — Женя
- Амангеліус Єсальбаєв — Сакура
- Аніс Садиков — Адік
- Ігор Золотовицький — Булочка
- Федір Аранишев — Федя, водій
- Михайло Семаков — директор
- Гульшад Омарова —медсестра
- Луїза Мосендз — Марина
- Галина Калашникова — Жанна
- Марія Новикова — староста
- Олена Треніна — Олена Треніна
- Бібіза Куланбаєва — Мустафіна
- Гелена Вєліканова — новенька
- Андрій Ярославцев — кухар
- Рахметбай Телеубаєв — бригадир
- Г. Шепкенова — учасник ансамблю
- К. Лі — епізод
- А. Румянцев — епізод
- А. Іванов — епізод
- Гульнізат Омарова — продавчиня
- К. Курумбаєв — епізод
- Болат Калимбетов — двірник
- Тетяна Банченко — наречена
- Ментай Утепбергенов — прораб
- М. Дубовик — епізод
- Є. Громова — епізод
- М. Кобзєва — епізод
- Абдрашид Абдрахманов — епізод

## Знімальна група
- Режисер — Сергій Бодров
- Сценаристи — Сергій Бодров, Олександр Буравський
- Оператор — Федір Аранишев
- Композитори — Тулеген Мухамеджанов, Булат Окуджава
- Художник — Володимир Трапезников